# George Saint-Georges
George Saint-George (Leipzig, 1841 – Londen, 1924) was een Britse componist, violist, altviolist, muziekpedagoog en muziekinstrumentenproducent, van Duitse afkomst.
Saint-George studeerde in Dresden en Praag en vertrok in 1862 naar Londen. Daar was hij actief als bespeler van de Viola da gamba en hij construeerde eigen strijkinstrumenten. Verder was hij bezig als muziekleraar. Op de internetpagina van het Sophie Drinker Institut (de)  Biografie van Kate Chaplin wordt vermeld, dat Chaplin vanaf 1906 een leerling op de Viola d'amore is geweest van Georges (Georg) Saint-George (1841—1924), een vanuit Duitsland afkomstige violist, Viola-d’amore-speler en instrumentenbouwer. Peter Holman betekent hem als een (van de weinige) makers van Viola da gambas in Londen in de jaren 1890. Ook diens zoon Henry Saint-George (1866-1917) was componist.  George Saint-George is als componist ook vermeld in het boek Universal Handbuch der Musikliteratur aller Zeiten und Völker – Band X: Rotsch – Sinogowitz, en An Encyclopedia of the Violin.

## Selectie van zijn werken
- L'ancien régime, Suite No.1 – Petite suite in G majeur (ca. 1887) voor viool, (cello) en piano – gepubliceerd in de uitgeverij Augener Ltd., Londen
- L'ancien régime, Suite No.2 – Deuxième petite suite in D majeur Op.60 (ca. 1904) voor viool, cello en piano – gepubliceerd in dezelfde uitgeverij
- Menuetto in C majeur Op.53 (1902) voor orgel – uitgegeven in "The Vincent Music Company" eveneens in Londen.

Van de twee suites werden in de jaren 1980 diverse enkele delen opnieuw bewerkt en gepubliceerd, zoals Giga voor viool en piano vanuit de L'ancien régime: 2ième petite suite: op. 60 bij Stainer & Bell in Londen in 1983. Maar van deze componist zijn er een hele reeks van verdere werken bekend, zoals de:
- Suite in D majeur op. 20, voor orkest (of 2 violen, altviool, cello en piano), uitgegeven bij Charles Woolhouse in Londen/Leipzig
- Three Andantes, voor orgel, uitgegeven bij Augener Ltd., Londen in 1885
- Feuilles d'Album – Six Morceaux, voor viool en piano, uitgegeven bij Charles Woolhouse in Londen/Leipzig in 1887
- The Castle in the Air, lied voor zangstem en piano – tekst: L. Wollen, uitgegeven bij Charles Woolhouse in Londen/Leipzig in 1887
- Toujours à toi – Pensée, voor piano, uitgegeven bij Charles Woolhouse in Londen/Leipzig in 1887
- Chansonette et Barcarolle, voor viool (of cello) en piano, uitgegeven bij Charles Woolhouse in Londen/Leipzig in 1888
- Réveil du Printemps (Frühling's Erwachen), ouverture voor orkest, uitgegeven bij Charles Woolhouse in Londen/Leipzig in 1888
- La Giocoza – Danse Italienne, voor piano, uitgegeven bij Charles Woolhouse in Londen/Leipzig in 1888
- The Magyar's Home, lied voor zangstem en piano – tekst: L. Wollen, uitgegeven bij Charles Woolhouse in Londen/Leipzig in 1888
- Mabelle, lied voor zangstem en piano – tekst: L. Wollen, uitgegeven bij Charles Woolhouse in Londen/Leipzig in 1888
- Marche des mousquetaires, voor orkest (ook voor strijkkwartet en piano), uitgegeven bij Charles Woolhouse in Londen/Leipzig in 1888
- Marche des mousquetaires, voor kornet solo en harmonieorkest, uitgegeven bij Charles Woolhouse in Londen/Leipzig in 1888
- Romance Styrienne, voor cello (of viool) en piano, uitgegeven bij Charles Woolhouse in Londen/Leipzig in 1888
- Sérénade Provençale, voor strijkorkest (of viool en piano), uitgegeven bij Charles Woolhouse in Londen/Leipzig in 1888
- The Broken Promise – A Nautical Ditty, voor zangstem en piano, tekst: L. Wollen, uitgegeven bij Charles Woolhouse in Londen/Leipzig in 1888
- Souvenir d'Espagne. Chant d'Amour, voor viool en piano (of strijkkwartet), uitgegeven bij Charles Woolhouse in Londen/Leipzig in 1888
- Sans-Souci – Gavotte, voor orkest (of voor piano), uitgegeven bij Charles Woolhouse in Londen/Leipzig in 1889
- Elégie, voor viool of altviool en piano, uitgegeven bij Charles Woolhouse in Londen/Leipzig in 1889
- Sans-Souci – Gavotte, voor piano vierhandig (of twee piano's, of strijkkwartet en piano), uitgegeven bij Charles Woolhouse in Londen/Leipzig in 1889
- Intermezzo, voor viool en piano, Op. 23, uitgegeven bij Charles Woolhouse in Londen/Leipzig in 1890
- Romanesca, voor viool en piano, Op. 24, uitgegeven bij Charles Woolhouse in Londen/Leipzig in 1890
- Méditation, voor viool en piano, Op. 25, uitgegeven bij Charles Woolhouse in Londen/Leipzig in 1890
- Sérénade Napolitaine, voor viool en piano, Op. 26, uitgegeven bij Charles Woolhouse in Londen/Leipzig in 1890
- Preghiera in d mineur, voor viool, piano en orgel (ad libitum), uitgegeven bij St. Cecilia Music Publishing Co, Londen in 1895
- Moto Perpetuo, voor viool en piano, uitgegeven bij Frederick William Chanot & Sons, Londen in 1895
- Six Miniatures, voor viool en piano, uitgegeven bij St. Cecilia Music Publishing Co, Londen in 1896
- Rose, Thistle and Shamrock – Suite in Bes majeur, voor twee violen en piano, Op. 30, uitgegeven bij St. Cecilia Music Publishing Co, Londen in 1896
- Offertory in G majeur, voor orgel, uitgegeven bij St. Cecilia Music Publishing Co, Londen in 1896
- Caprice Espagnol, voor viool en piano, Op. 32, uitgegeven bij Frederick William Chanot & Sons, Londen in 1896
- Three Andantes, voor orgel, uitgegeven bij Augener Ltd., Londen in 1898
- Chant sans Paroles, voor viool of cello en piano, uitgegeven bij Augener Ltd., Londen in 1898
- La Pédantesque, voor viool en piano, uitgegeven bij Frederick William Chanot & Sons, Londen in 1898
- Tristesse, voor viool of cello en piano, uitgegeven bij Augener Ltd., Londen in 1898
- Vieille Histoire, voor viool en piano, uitgegeven bij Augener Ltd., Londen in 1898
- Canzonetta, voor viool en piano, uitgegeven bij Augener Ltd., Londen in 1898
- Romance Tirolienne, voor viool en piano (of 2 violen en piano), Op. 38, uitgegeven bij Frederick William Chanot & Sons, Londen in 1898
- 30 Progressive Practical Studies, voor viool, Op. 40, uitgegeven bij Frederick William Chanot & Sons, Londen in 1898
- Impromptu appassionato in d mineur, voor viool en piano, uitgegeven bij Gebr. Schott & Co, Mainz/Brussel/Londen in 1899
- Désir, voor viool en piano, uitgegeven bij Augener Ltd., Londen in 1900
- Entre nous, voor viool en piano, uitgegeven bij Augener Ltd., Londen in 1900
- Rondeau Brillant, voor viool en piano, Op. 45, uitgegeven bij Gebr. Schott & Co, Mainz/Brussel/Londen in 1901
- Coronation March, voor piano, uitgegeven bij de uitgeverij Boosey & Co in Londen/New York in 1901
- Siciliano, voor orgel, Op. 52, gepubliceerd in "The Organ Loft", Londen, Book 14. No. 40. in 1901
- Sainte Madone, voor orgel, Op. 54, gepubliceerd in "The Organ Loft", Londen, Book 14. No. 41. in 1901
- Berceuse-plaintive, voor altviool en piano (ook voor piano solo), op. 55 eveneens uitgegeven bij Augener Ltd., Londen
- Trois Petits Morceaux, voor viool en piano, Op. 51, uitgegeven bij Charles Woolhouse in Londen/Leipzig in 1902

1. Espoir
2. Confidence
3. Badinage

- All'Ongarese. Morceau caractéristique, voor viool en piano, Op. 56, uitgegeven bij Augener Ltd., Londen in 1903
- Trois morceaux, voor viool (of altviool, of cello) en piano, Op. 58, uitgegeven bij Henri Lemoine, Parijs in 1903
- Gavotte et Musette, voor viool en piano, Op. 57, uitgegeven bij Augener Ltd., Londen in 1904
- Three Gavottes, voor viool en piano, Op. 63, uitgegeven bij Frederick William Chanot & Sons, Londen in 1905
- Prélude et fugue, voor groot orgel, uitgegeven bij H. Lemoine & Cie., Parijs in 1905
- Conte d'Autrefois, voor viool en piano, Op. 66, uitgegeven bij F. W. Chanot & Sons, Londen in 1907
- Marche-en-rondeau, « Le grand père », voor altviool en piano, uitgegeven bij Frederick William Chanot & Sons, Londen in 1908
- Menuetto I & II. voor viool en piano, gepubliceerd in "The Progressive Violinist", Grade 2. No. 20. in 1908/09
- Three Short Movements, voor orgel, Op. 69, uitgegeven bij Augener Ltd., Londen in 1911

1. Invocation
2. Meditation
3. Berceuse

- Quatre compositions, voor orgel, uitgegeven bij Gebr. Schott & Co, Mainz/Brussel/Londen

1. Supplication
2. Lamento
3. Angelus
4. Offertoire en Fa

Alsook zijn bewerking van
- Sonata no. 3 in e mineur voor viola d'amore van de Italiaanse componist Attilio Malachia Ariosti (1666-1729)
- Sonata no. 5 in e mineur voor viola d'amore van de Italiaanse componist Attilio Malachia Ariosti
- Sonata no. 6 in D majeur voor viola d'amore van de Italiaanse componist Attilio Malachia Ariosti alle uitgegeven bij Augener Ltd., Londen in 1901 respectievelijk 1908